# NGC 2625
NGC 2625 ist eine Galaxie vom Hubble-Typ S? im Sternbild Krebs auf der Ekliptik. Sie ist schätzungsweise 199 Millionen Lichtjahre von der Milchstraße entfernt und hat einen Durchmesser von etwa 40.000 Lichtjahren.
Im selben Himmelsareal befindet sich u. a. die Galaxie NGC 2624, NGC 2637, IC 2388, IC 2390.
Das Objekt wurde am 30. Oktober 1864 von Albert Marth entdeckt.